# Paul Ginsparg
Paul Ginsparg (1º gennaio 1955) è un fisico statunitense, conosciuto per aver sviluppato l'archivio elettronico ArXiv e per alcuni contributi alla fisica teorica.